# Françoise Marie de L’Hôpital
Claudine Françoise Marie Mignot de L’Hôpital (ur. 20 stycznia 1624 w Grenoble, zm. 30 listopada 1711 w Paryżu) – kochanka króla Polski Jana II Kazimierza i być może jego potajemnie poślubiona żona.

## Życiorys
Françoise Marie Mignot była pochodzącą z Grenoble szwaczką, odznaczającą się niezwykłą urodą. 29 grudnia 1640 poślubiła Pierre’a de Portes, radcę parlamentu z Delfinatu. Pierwszy mąż Mignot zmarł przed 1653. Po jego śmierci, 25 sierpnia 1653 wyszła ona ponownie za mąż za marszałka Francji François de L’Hôpital, z którym miała zmarłego w dzieciństwie syna. De L’Hôpital zmarł 20 kwietnia 1660 w Paryżu.
Po przybyciu do Francji w 1669, romans z Françoise Marie de L’Hôpital nawiązał były król Polski Jan II Kazimierz, pochodzący z dynastii Wazów. Według wydanych w 1759 Curiosités historiques, opartych na XVII-wiecznej korespondencji, 14 grudnia 1672 w Paryżu de L’Hôpital zawarła z Janem Kazimierzem potajemny związek małżeński. Nie ma jednak pewności, czy informacja o tym małżeństwie jest prawdziwa. W spisanym 12 grudnia 1672 w Nevers testamencie Jan Kazimierz zapisał swej kochance trzysta dublów złota, nazywając siebie jej dłużnikiem. Przypuszcza się, iż zapis ten był dyskretną formą darowizny. Być może ze związku Marie z byłym monarchą pochodziła córka Maria Katarzyna, której Jan II Kazimierz przekazał 15 tysięcy liwrów, aby wstąpiła do zakonu wizytek.